# Fuerzas Armadas de Dinamarca

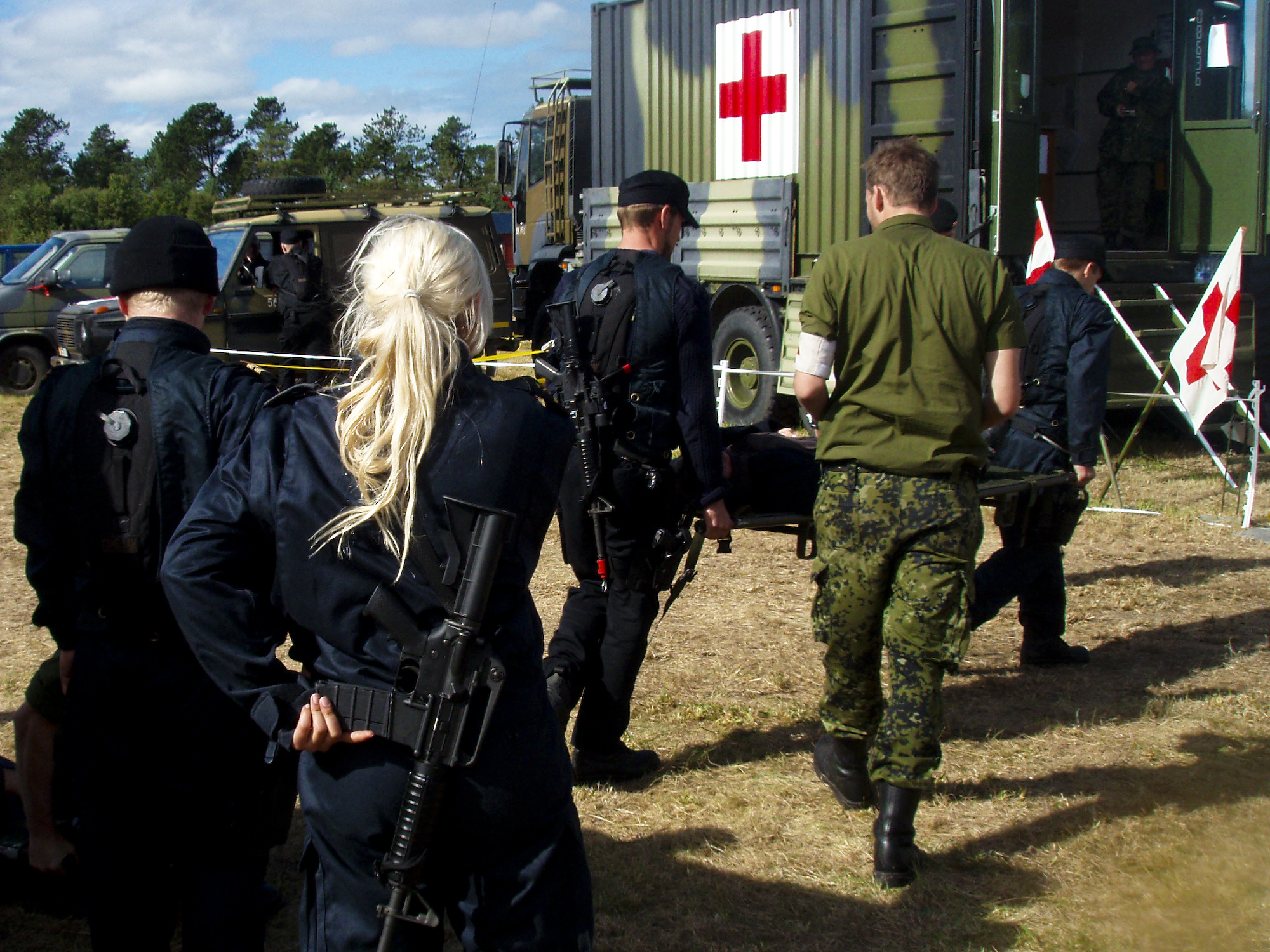
Personal del Ejército Danés y de la Armada Danesa en un ejercicio conjunto (DANEX/DRO 2007).

Las Fuerzas Armadas de Dinamarca, conocidas como Defensa Danesa (en danés: Forsvaret), están al cargo de la defensa de Dinamarca y de sus territorios, Groenlandia y las islas Feroe.
El rey Federico X es de iure Comandante en Jefe según la constitución danesa. Sin embargo, de acuerdo de la Ley de las Fuerzas Armadas Danesas, el ministro de Defensa sirve como comandante de la Defensa Danesa (a través del Jefe de la Defensa y el Comando de Defensa) y de la Guardia Nacional Danesa (a través del Comando de la Guardia Nacional). De facto el Gabinete Danés es la autoridad al comando de la Defensa, a pesar de que no puede movilizar las fuerzas armadas sin el consentimiento del Folketing para propósitos que no estén estrictamente orientadas a la defensa.
Dinamarca también tiene el concepto de "defensa total" (en danés: Totalforsvar).

## Propósitos y tareas
El propósito y tarea de las fuerzas armadas de Dinamarca están definidos en la Ley n.º 122 del 27 de febrero de 2001 y en vigor desde el 1 de marzo de 2001. Esta define 3 propósitos y 6 tareas.
Su propósito principal es prevenir conflictos y guerras, preservar la soberanía de Dinamarca, asegurar la continua existencia e integridad del independiente Reino de Dinamarca y, más allá, un desarrollo pacífico en el mundo con respeto de los derechos humanos.
Sus tares principales son: participación en la OTAN de acuerdo con la estrategia de la Alianza, detectar y repeler cualquier violación de la soberanía del territorio danés (incluyendo Groenlandia y las Islas Feroe), cooperación en materia de defensa con países no miembros de la OTAN, especialmente países de Europa Central y Oriental, misiones internacionales en el orden de la prevención de conflictos, control de situaciones de crisis (humanitarias, mantenimiento de la paz), participación en situaciones de Defensa Total en cooperación con recursos civiles y finalmente el mantenimiento de una fuerza considerable para la ejecución de estas tareas en todo momento.

## Presupuesto de Defensa
Desde 1988, los presupuestos de defensa daneses y la política de seguridad han sido configurados por acuerdos a varios años con el apoyo de una amplia mayoría parlamentaria incluyendo los partidos del gobierno y de la oposición. Sin embargo, la oposición pública a incrementar el gasto de defensa —durante un periodo cuando la contracción económica requiere reducir el gasto en partidas de bienestar social— ha creado diferencias entre los partidos políticos respecto a una inversión aceptable en los nuevos gastos de defensa.
El último acuerdo de defensa ("Acuerdo de defensa de 2005-2009") fue firmado el 10 de junio de 2004, y supone una significante reconstrucción de las fuerzas armadas. Desde el 60% de las mismas dedicadas a estructuras de soporte y 40% de capacidades operacionales de combate, debe pasarse al 40% de estructuras de soporte y el 60% de capacidades operacionales de combate, esto es más soldados de combate y menos soldados sobre el papel. 
La fuerza de reacción rápida se incrementa, con una brigada entera en espera; las fuerzas armadas conservan la capacidad de desplegar continuamente 2.000 soldados en servicios internacionales o 5.000 por un breve lapso de tiempo. La norma del servicio militar obligatorio se modifica. En general esto significa menos conscriptos, menos tiempo de servicio para ellos y solo los que lo elijan, continuarán en el sistema de fuerza de reacción rápida.

### Inversiones
En 2006 el presupuesto de las fuerzas armadas danesas fue la quinta mayor porción del presupuesto total del Gobierno Danés, significativamente inferior al del Ministerio de Asuntos Sociales (~110.000 millones DKK), el Ministerio de Trabajo (~67.000 millones DKK), el Ministerio de Interior y Salud (~66.000 millones DKK) y el Ministerio de Educación (~30.000 millones DKK) y solo ligeramente superior al Ministerio de Ciencia, Tecnología e Innovación (~14.000 millones DKK). 
Aproximadamente el 95% del presupuesto de Ministerio de Defensa van direcetamente a las Fuerzas Armadas de Dinamarca, incluyendo la Guardia Nacional. Dependiendo del año, 50-53% son invertidos en gastos de personal, en número grueso 14-21% en la adquisición de nuevo material, 2-8% en grandes barcos, proyectos de edificaciones e infraestructuras y alrededor del 24-27% en otras partidas, incluyendo la adquisición de bienes, alquileres, mantenimiento, servicios e impuestos.
El restante 5% son gastos especiales en la OTAN, ramas de gastos compartidas, servicios especiales e infraestructuras civiles, en donde se incluyen la Administración de Seguridad Marítima Danesa, la Angecia Danesa de Gestión de Emergencia y la Administración de Objetores de Conciencia (Militærnægteradministrationen Archivado el 23 de marzo de 2009 en Wayback Machine.).
| Año  | Porcentaje del PIB | Gastos completos (Ministerio de Defensa) en millones de DKK | Año  | Porcentaje del PIB | Gastos completos (Ministerio de Defensa) en millones de DKK |
| ---- | ------------------ | ----------------------------------------------------------- | ---- | ------------------ | ----------------------------------------------------------- |
| 1970 | ?                  | ?                                                           | 1990 | ?                  | ?                                                           |
| 1971 | ?                  | ?                                                           | 1991 | ?                  | ?                                                           |
| 1972 | ?                  | ?                                                           | 1992 | ?                  | ?                                                           |
| 1973 | ?                  | ?                                                           | 1993 | ?                  | ?                                                           |
| 1974 | ?                  | ?                                                           | 1994 | ?                  | ?                                                           |
| 1975 | 2,2%               | 5.670%                                                      | 1995 | 1.7%               | 17.012,6                                                    |
| 1976 | 2,2%               | 5.910                                                       | 1996 | 1.7%               | 17.012,6                                                    |
| 1977 | 2,3%               | 6.390                                                       | 1997 | 1,7%               | 17.615,1                                                    |
| 1978 | 2,3%               | 7.082                                                       | 1998 | 1,6%               | 18.221,4                                                    |
| 1979 | 2,2%               | 7.525                                                       | 1999 | 1.4%               | 17.384,9                                                    |
| 1980 | 2,6%               | 9.545                                                       | 2000 | 1,4%               | 17.496,5                                                    |
| 1981 | 2,6%               | 10.612                                                      | 2001 | 1,4%               | 18.310,4                                                    |
| 1982 | 2,5%               | 11.836                                                      | 2002 | 1,4%               | 18.665,9                                                    |
| 1983 | 2,5%               | 12.783                                                      | 2003 | 1.4%               | 18.857,9                                                    |
| 1984 | 2,3%               | 13.163                                                      | 2004 | 1,4%               | 19.841,3                                                    |
| 1985 | 2,2%               | 13.355                                                      | 2005 | 1,3%               | 19.066,8                                                    |
| 1986 | 2,0%               | 13.142                                                      | 2006 | 1.3%               | 21.221,9                                                    |
| 1987 | 2,1%               | 14.443                                                      | 2007 | na                 | 21.692,1 (esperada)                                         |
| 1988 | 2,2%               | 15.800                                                      | 2008 | na                 | 21.341,3 (esperada)                                         |
| 1989 | 2,1%               | 15.767                                                      | 2009 | na                 | 18.960,1 (esperada)                                         |

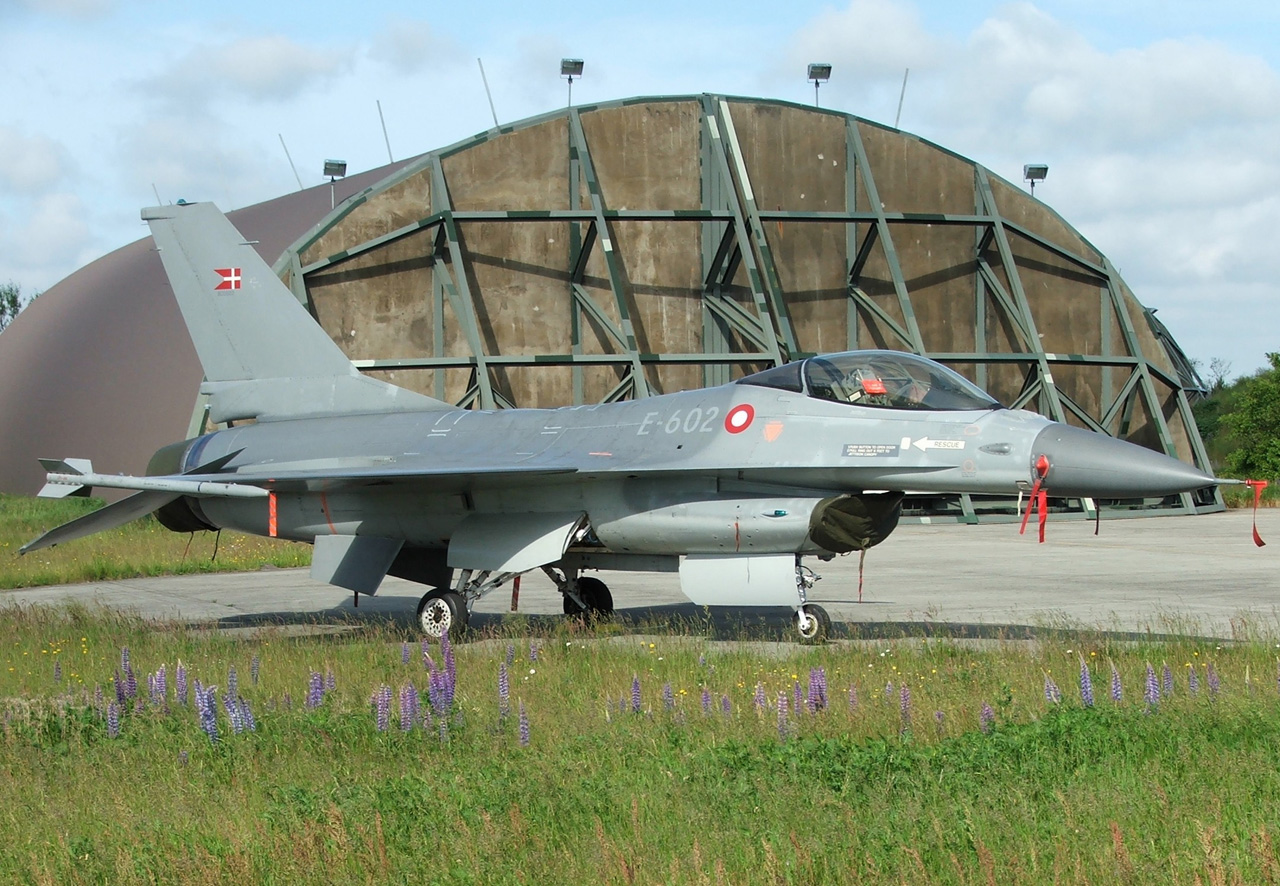
F-16 de las fuerzas aéreas danesas.

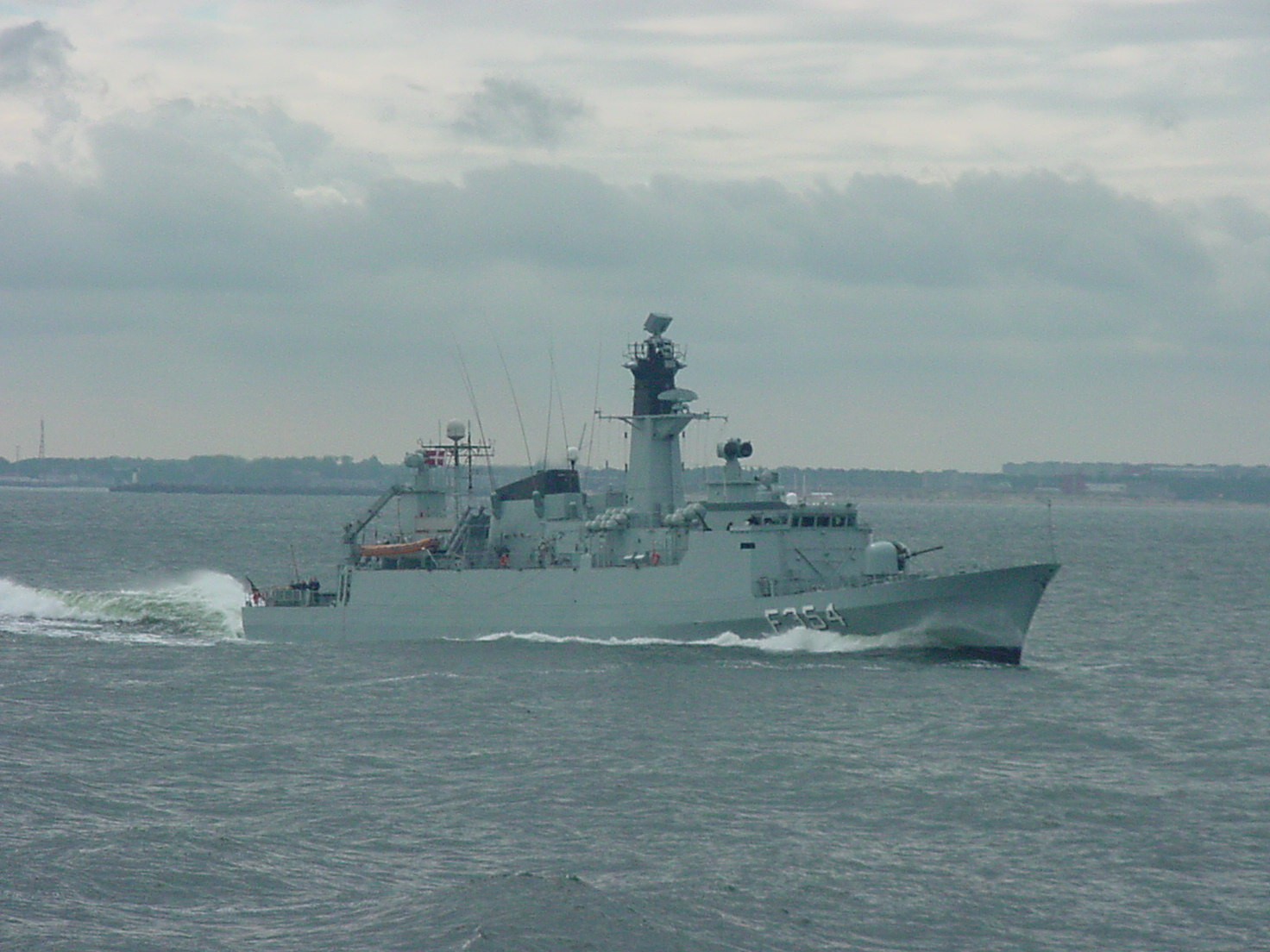
Corbeta danesa.

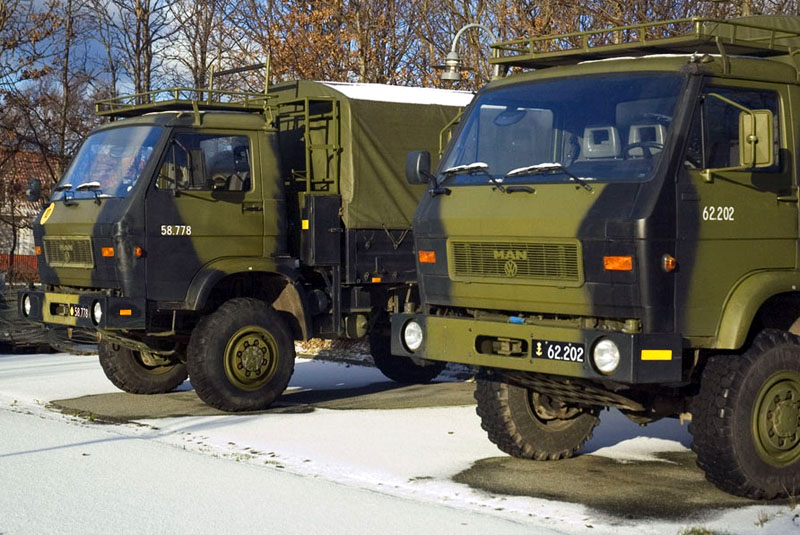
Camión MAN del ejército de tierra danés.

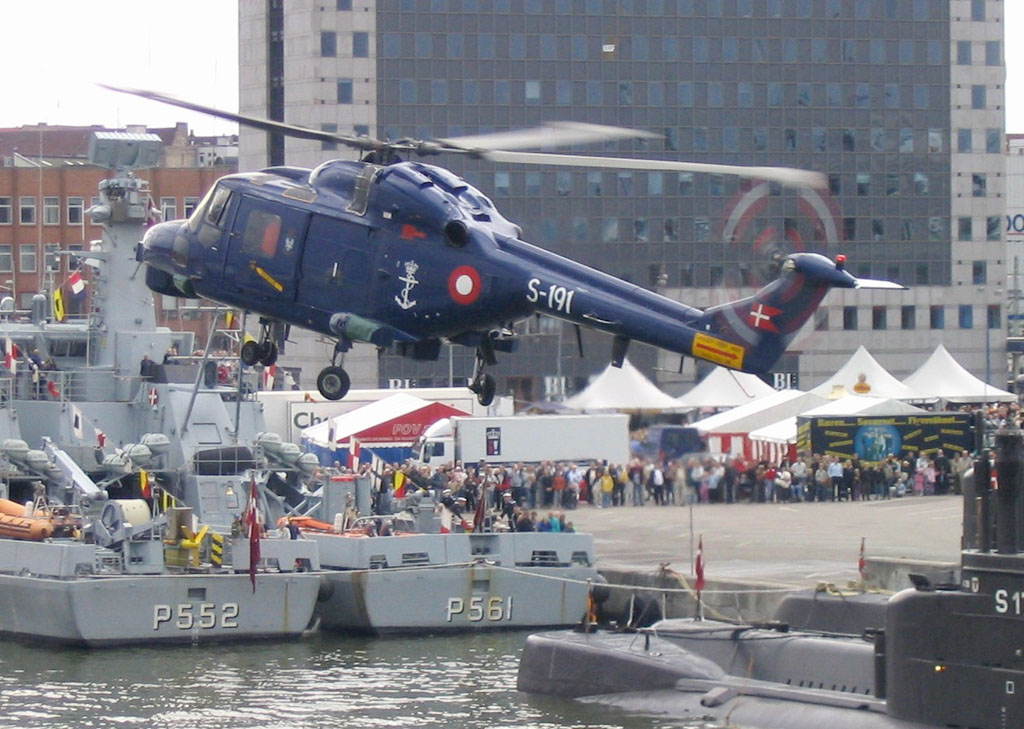
Helicóptero Lynx de la marina danesa.

Debido a que Dinamarca tiene una pequeña y altamente especializada industria militar, la gran parte de la mayoría de los equipos de la Defensa Danesa son importados de los países nórdicos y de la OTAN.

## Ramas
- Ejército Real de Dinamarca — Hæren (HRN)
- Real Armada de Dinamarca — Søværnet (SVN)
- Fuerza Aérea de Dinamarca — Flyvevåbnet (FLV)
- Guardia Real de Dinamarca — Hjemmeværnet (HJV)

## Estructura
- Ministerio de Defensa ((en danés): Forsvarsministeriet (FMN))
  - Comando de Defensa((en danés): Forsvarskommandoen (FKO)) (intl. abb: DADEFCOM)
    - Comando Operacional del Ejército ((en danés): Hærens Operative Kommando (HOK)) (intl. abb: DAAROPCOM)
    - Flota del Almirantazgo Danesa ((en danés): Søværnets Operative Kommando (SOK)) (intl. abb: ADMDANFLT)
    - Comando Aéreo Táctico ((en danés): Flyvertaktisk Kommando (FTK)) (intl. abb: DAAIRCOM)
    - Comando de la Isla de Groenlandia ((en danés): Grønlandskommando (GLK)) (intl. abb: ISCOMGREEN)
    - Comando de las Islas Feroe ((en danés): Færøernes Kommando (FRK)) (intl. abb: ISCOMFAROE)
    - Organización Logística de la Defensa Danesa  ((en danés): Forsvarets Materieltjeneste (FMT))
    - Colegio Real de la Defensa Danesa ((en danés): Forsvarsakademiet (FAK))
    - Servicio de Salud de las Fuerzas Armadas Danesas ((en danés): Forsvarets Sundhedstjeneste (FSU))

  - Comando de la Guardia Nacional ((en danés): Hjemmeværnskommandoen (HJVK))
  - Servicio de Inteligencia de Defensa ((en danés): Forsvarets Efterretningstjeneste (FE)) (intl. abb: DDIS)
  - Cuerpo de Jueces y Abogados ((en danés): Forsvarets Auditørkorps (FAUK))
  - Servicios de Información y Bienestar de la Defensa ((en danés): Forsvarets Oplysnings- og velfærdstjeneste (FOV))
  - Organización e Infaestructuras del Estado de la Defensa ((en danés): Forsvarets Bygnings- og etablissementstjeneste (FBE))
  - Auditor Interno de Defensa ((en danés): Forsvarets Interne Revision (FIR))
  - Agencia de Gestión de Emergencias ((en danés): Beredskabsstyrelsen (BRS)) (intl. abb: DEMA)
  - Administración de Objetores de Conciencia ((en danés): Militærnægteradministrationen (MNA))

## Fuerzas especiales
- Jægerkorpset — Unidad de Tierra de infiltración.
- Frømandskorpset — Unidad anfibia de ataque e infiltración.
- Slædepatruljen Sirius — Unidad artica de trineos de perros de patrulla de la frontera oriental de Groenlandia.

## Despliegues presentes
Los actuales despliegues de las fuerzas danesas
- Aprox. 30 efectivos de la Guardia Nacional en Kosovo participando en la Kosovo Force (KFOR) de la OTAN, en guardia en el Campo francés de Novo Selo
- Aprox. 100 tropas en Afganistán[8]
- Aprox. 168 tropas desplegadas en el Standing NRF Maritime Group 1 de la OTAN.

## Conscriptos

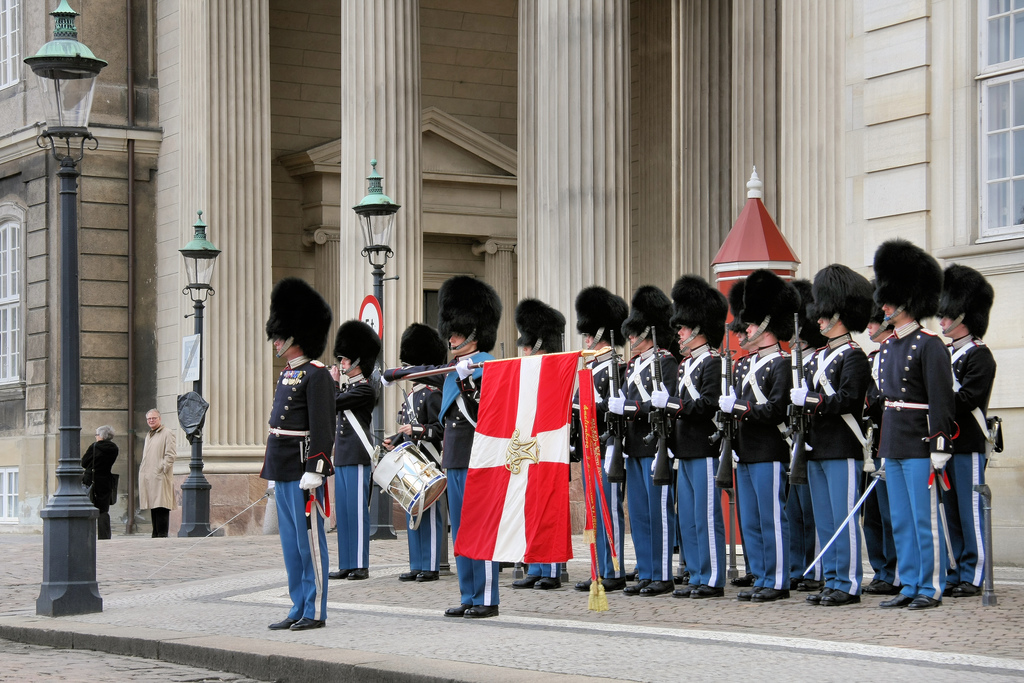
Un destacamento de la Guardia Real danesa presentando armas delante del palacio de Amalienborg, en Copenhague.

Técnicamente todos los varones daneses mayores de 18 años tiene servicio militar obligatorio (37.897 en 2010), y el 53% (2010) fueron considerados aptos para el servicio. No existe necesidad para todos ellos y solo unos pocos de ellos sirven en las fuerzas armadas (5.129 en 2010). 91% de los conscriptos son voluntarios. Existen además 567 mujeres "conscriptos" en 2010.
Conscriptos en la Guardia Real sirven 8 meses, porque es preferible tener conscriptos en los servicios de guardia de la reina.
Conscriptos en el escuadrón a caballo (húsares) sirven 12 meses.
Conscriptos en el Ejército Danés sirven en general 4 meses.
Conscriptos en el yate real Dannebrog sirven 9 meses.
Conscriptos en la Armada Danesa sirven en general 4 meses.
Conscriptos en la Fuerza Aérea Danesa sirven 4 meses.
Conscriptos en la Agencia de Gestión de Emergencias Danesa sirven 6 meses.